# Bohdan Tschornomas
Bohdan Anatolijowytsch Tschornomas (ukrainisch Богдан Анатолійович Чорномаз; * 2. April 1996 in Pryluky) ist ein ukrainischer Hürdenläufer, der sich auf die 110-Meter-Distanz spezialisiert hat.

## Sportliche Laufbahn
Erste internationale Erfahrungen sammelte Bohdan Tschornomas im Jahr 2013, als er bei den Jugendweltmeisterschaften in Donezk mit 14,26 s in der ersten Runde über die U18-Hürden ausschied. Auch bei den Juniorenweltmeisterschaften in Eugene im Jahr darauf schied er mit 14,26 s im Vorlauf aus und auch bei den U23-Europameisterschaften 2017 in Bydgoszcz kam er mit 14,12 s nicht über die Vorrunde hinaus. 2019 schied er bei den Halleneuropameisterschaften in Glasgow über 60 m Hürden mit 7,94 s in der ersten Runde aus und nahm anschließend an den Europaspielen in Minsk teil und erreichte dort nach 14,21 s Rang 16. 2021 gewann er dann bei den Balkan-Hallenmeisterschaften in Istanbul in 7,89 s die Bronzemedaille und schied kurz darauf bei den Halleneuropameisterschaften in Toruń mit 7,86 s im Halbfinale aus.

## Persönliche Bestzeiten
- 110 m Hürden: 13,91 s (+0,5 m/s), 18. Juli 2018 in Luzk
  - 60 m Hürden (Halle): 7,86 s, 6. März 2021 in Toruń